# Momoiïta
La momoiïta és un mineral de la classe dels silicats, que pertany al grup estructural del granat. Rep el seu nom en honor del professor Hitoshi Momoi (1930-2002) el primer que va reconèixer la presència d'un component Mn₃V₂Si₃O₁₂ en el granat.

## Característiques
La momoiïta és un nesosilicat de fórmula química (Mn2+,Ca)₃V₂3+(SiO₄)₃. Va ser aprovada com a espècie vàlida per l'Associació Mineralògica Internacional l'any 2009. Cristal·litza en el sistema isomètric. Totes les imatges de momoiïta podrien estar mostrant en realitat goldmanita, la qual no és possible distingir-a visualment sense una anàlisi individual.
Segons la classificació de Nickel-Strunz, la momoiïta pertany a «9.AD - Nesosilicats sense anions addicionals; cations en [6] i/o major coordinació» juntament amb els següents minerals: larnita, calcio-olivina, merwinita, bredigita, andradita, almandina, calderita, goldmanita, grossulària, henritermierita, hibschita, hidroandradita, katoïta, kimzeyita, knorringita, majorita, morimotoïta, vogesita, schorlomita, spessartina, uvarovita, wadalita, holtstamita, kerimasita, toturita, eltyubyuïta, coffinita, hafnó, torita, thorogummita, zircó, stetindita, huttonita, tombarthita-(Y), eulitina i reidita.

## Formació i jaciments
Va ser descoberta a la mina Kurase, a la ciutat de Saijo de la prefectura d'Ehime (Illa de Shikoku, Japó). També ha estat descrita a altres indrets del Japó, com la mina Fuji (Chubu), Hokkejino (Kinki) i la mina Tanohata (Tohoku).